# Holoscotolemon
Holoscotolemon is een geslacht van hooiwagens uit de familie Cladonychiidae.
De wetenschappelijke naam Holoscotolemon is voor het eerst geldig gepubliceerd door Roewer in 1915. 

## Soorten
Holoscotolemon omvat de volgende 9 soorten:
- Holoscotolemon franzinii
- Holoscotolemon granulatus
- Holoscotolemon jaqueti
- Holoscotolemon lessiniense
- Holoscotolemon monzinii
- Holoscotolemon naturae
- Holoscotolemon oreophilum
- Holoscotolemon querilhaci
- Holoscotolemon unicolor